# 歐西德莫斯二世
歐西德莫斯二世 (Euthydemus II) 希臘-巴克特里亞王國國王。可能是德米特里一世之子。
約公元前185年從其父繼承了巴克特里亞國王位，也可能只是個副王。根據錢幣上的樣式和稀有的鎳合金透露跟阿加托克利斯有某種關聯，從錢幣上的雕像可推測他在位時相當年輕。